# Ames (Paso de Calais)
Ames es una comuna francesa situada en el departamento de Paso de Calais, en la región de Alta Francia.

## Demografía
| 668 | 639 | 611 | 601 | 555 | 518 | 628 |
| Para los censos de 1962 a 1999 la población legal corresponde a la población sin duplicidades (Fuente: INSEE [Consultar]) |     |     |     |     |     |     |